# Гибралтарци
Гибралтарци (колоквијално Љанитоси) у ширем смислу представљају становнике британске територије Гибралтар која се налази на крајњем југу Шпаније, док у ужем смислу представљају мали германски народ који претежно живи на Гибралтару. Гибралтараца има укупно око 40.000, од тога око 24.000 на Гибралтару, 12.000 у Уједињеном Краљевству и 3.000 у Шпанији. Већином су католичке вере, али има и припадника протестантизма (англиканизам, методизам). Говоре енглеским језиком (британски дијалект), који спада у германску групу индоевропске породице језика, и шпанским језиком, који спада у романску групу.

## Порекло
Неки Гибралтарци су расна и културна мешавина многих имиграната који су дошли на Гибралтарски камен пре око 300 година. Они су потомци економских имиграната који су дошли на територију Гибралтара за време Англо-холандске силе (1704. година). Сви али 70 од 4.000 припадника су побегли у Кампо де Гибралтар.
| Оцена | Порекло                         | Пропорција породичних имена у процентима |
| ----- | ------------------------------- | ---------------------------------------- |
| 1     | Британско                       | 27%                                      |
| 2     | Шпанско (не укључује Менорчане) | 24%                                      |
| 3     | Италијанско                     | 19%                                      |
| 4     | Португалско                     | 11%                                      |
| 5     | Малтежанско                     | 8%                                       |
| 6     | Јеврејско                       | 3%                                       |
| 7     | Менорчанско                     | 2%                                       |
| 8     | Остало                          | 4%                                       |

## Религија
Највећи број верника припада католичкој цркви (78% становништва). Протестанти чине око 7% становништва и они су углавном припадници цркве Енглеске. Затим следе муслимани (4%), углавном избеглице из Марока. Остатак чине остали хришћани, Јевреји, Хиндуси, атеисти и неизјашњени људи.
| Оцена | Религија                | Религија у процентима |
| ----- | ----------------------- | --------------------- |
| 1     | Католичка црква         | 78.09%                |
| 2     | Црква Енглеске          | 6.98%                 |
| 3     | Ислам                   | 4.01%                 |
| 4     | Атеизам и ирелигиозност | 2.86%                 |
| 5     | Јудаизам                | 2.12%                 |
| 6     | Хиндуизам               | 1.79%                 |
| 7     | Остали или неизјашњени  | 0.94%                 |